# 6090 Aulis
6090 Aulis eller 1989 DJ är en trojansk asteroid i Jupiters lagrangepunkt L4. Den upptäcktes 27 februari 1989 av den belgiske astronomen Henri Debehogne vid La Silla-observatoriet. Den är uppkallad efter den forntida grekiska hamnstaden Aulis.
Asteroiden har en diameter på ungefär 60 kilometer.